# Who I Am (miletのアルバム)
『Who I Am』（フー アイアム）は、2020年12月2日にSME Recordsから発売されたmiletの通算6枚目となるミニ・アルバム。

## 概要
『Who I Am』と『The Hardest』がテレビ朝日系の木曜ドラマ『七人の秘書』の主題歌に起用された。

## 収録曲

### CD
1. Who I Am [3:23]
作詞・作曲：Toru、milet
  - テレビ朝日系 木曜ドラマ「七人の秘書」主題歌
2. The Hardest [3:47]
作詞：milet、Daisuke Nakamura / 作曲：milet、Tomolow、Daisuke Nakamura
  - テレビ朝日系 木曜ドラマ「七人の秘書」主題歌
3. One Touch [3:58]
作詞：milet / 作曲：milet、Tomolow、Daisuke Nakamura
  - 花王柔軟仕上げ剤「フレアフレグランス」CMソング
4. Ashes [4:24]
作詞・作曲：milet、Ryosuke“Dr.R”Sakai、Mick Coogan
5. Grab the air -Reprise- Remixed by Masayuki Nakano (BOOM BOOM SATELLITES) [5:12]
  - 1stアルバム『eyes』収録曲のリミックス・ヴァージョン

### DVD（初回生産限定盤のみ）
1. 「Who I Am」MUSIC VIDEO
2. 「Until I Die」MUSIC VIDEO
3. 「Grab the air」MUSIC VIDEO (TV edit)